# Glycyphana stolata
Glycyphana stolata es una especie de escarabajo del género Glycyphana, familia Scarabaeidae. Fue descrita científicamente por Fabricius en 1781.

## Descripción
Por lo general, esta especie es de tamaño mediano, con una longitud media de 8-11 milímetros. Es de color marrón a verde en el cuerpo, con algunos brillos.

## Hábitat
Se sabe que este escarabajo frecuenta plantas y arbustos de una gran diversidad de especies nativas de Australia. En especial las de las familias Myrtaceae, Proteaceae y Fabaceae. Es posible encontrar a Glycyphana stolata en flores ornamentales como las rosas.

## Distribución
Se distribuye por toda la parte este de Australia. Se encuentra desde Nueva Gales del Sur hasta el norte de Queensland. También se ha registrado en Australia Meridional, además de haber sido introducida en Australia Occidental.

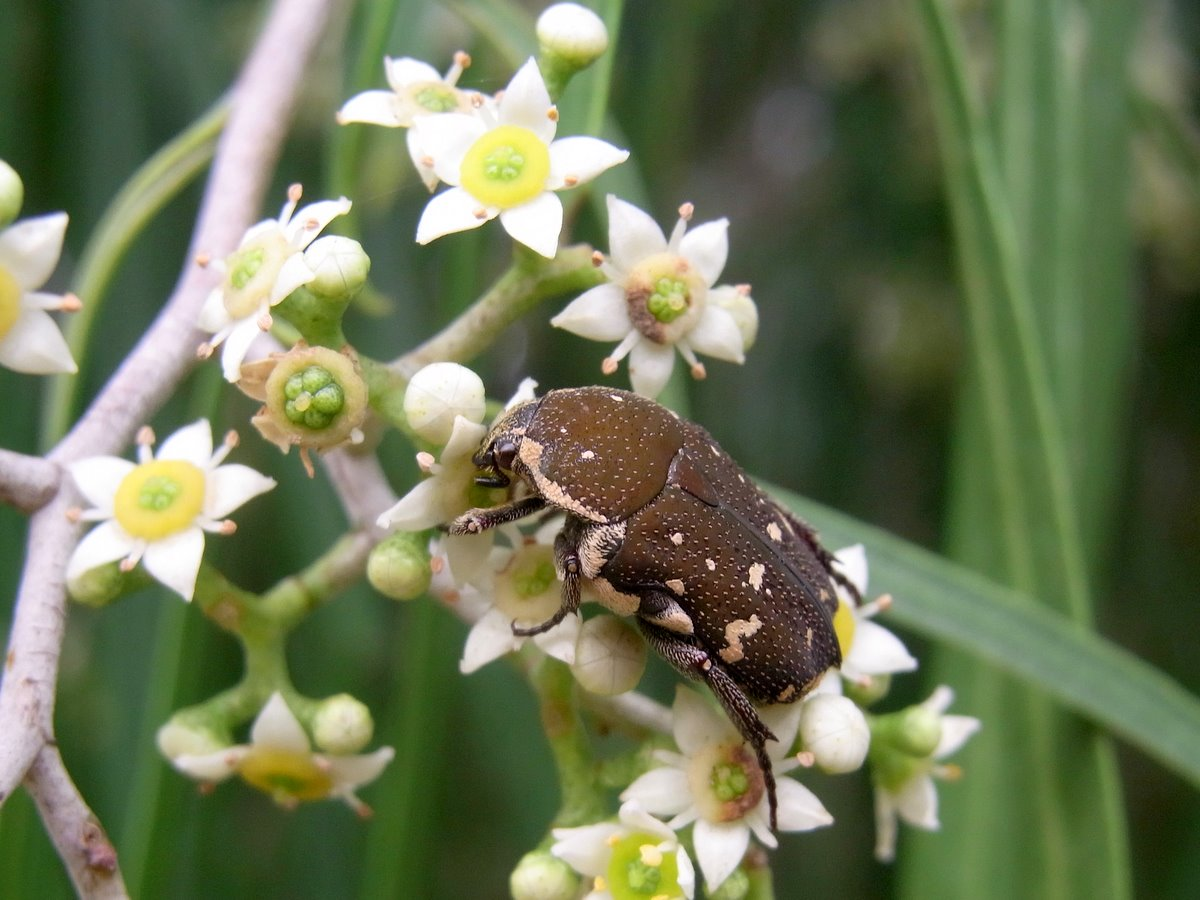
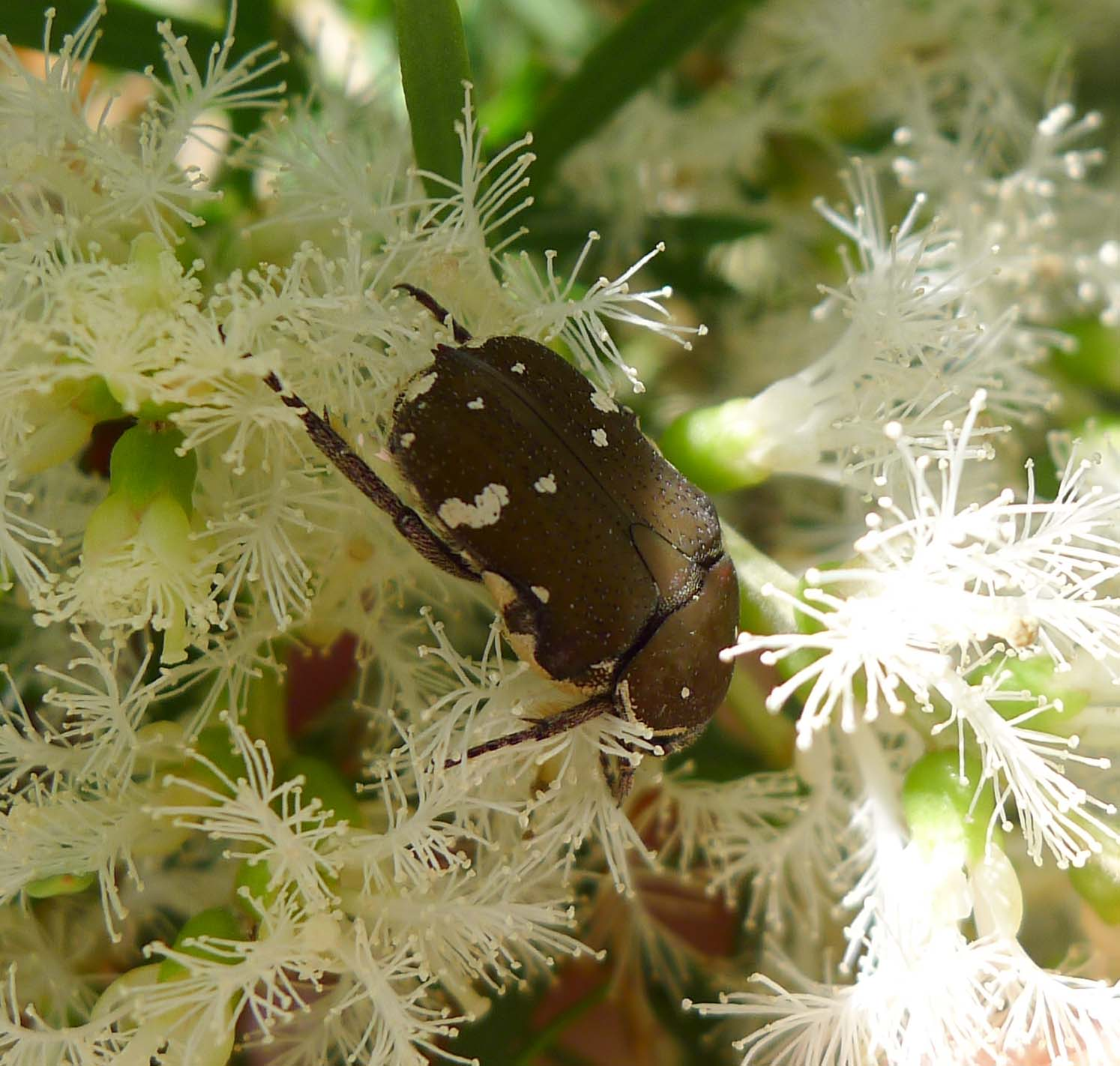
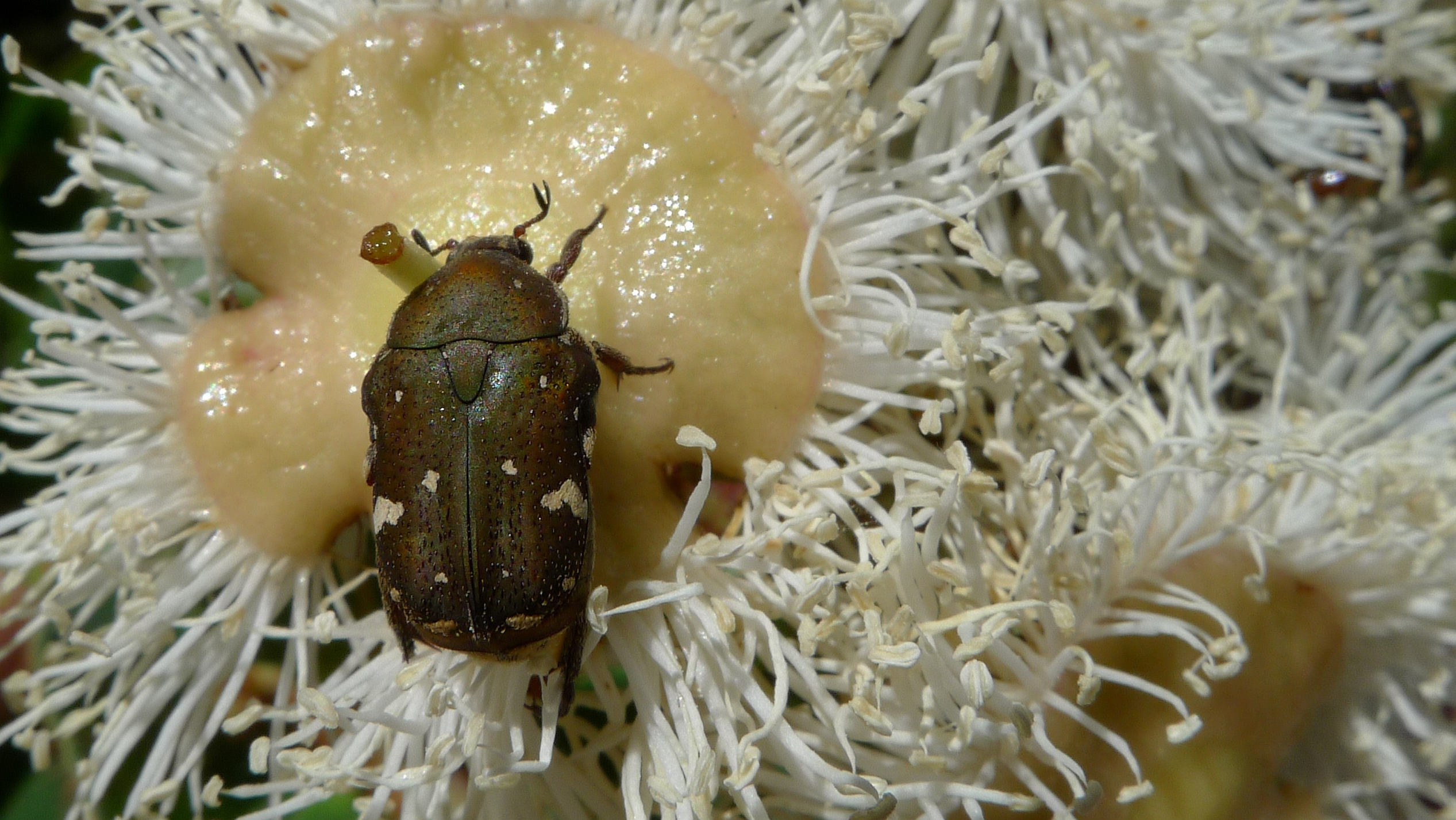
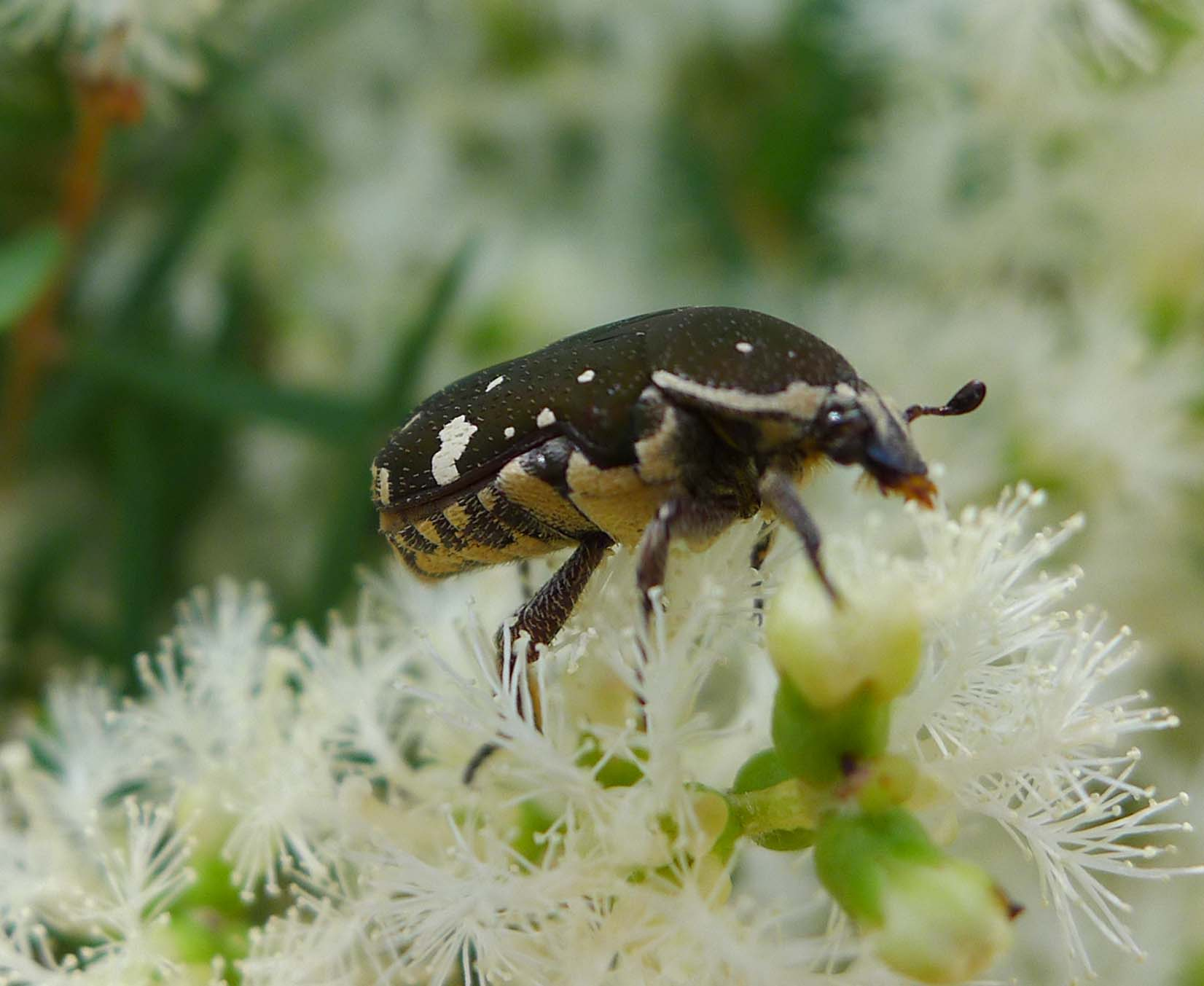